# Deportes ecuestres en los Juegos Olímpicos de Londres 2012 – Concurso completo individual
El evento de concurso completo individual de hípica en los Juegos Olímpicos de Londres 2012 tuvo lugar entre el 2 al 9 de agosto en Greenwich Park.

## Horario
Todos los horarios están en Tiempo Británico (UTC+1)
| Fecha                                                    | Tiempo | Ronda                                    |
| -------------------------------------------------------- | ------ | ---------------------------------------- |
| Sábado, 28 de julio de 2012 Domingo, 29 de julio de 2012 | 10:00  | Doma                                     |
| Lunes, 30 de julio de 2012                               | 12:30  | Cross-country                            |
| Martes, 31 de julio de 2012                              | 10:30  | Calificación de salto y salto definitivo |

## Resultados

### Puestos después de Doma
| Rank | Jinete                  | Caballo                   | Nación               | Doma  | Total |
| ---- | ----------------------- | ------------------------- | -------------------- | ----- | ----- |
| 1    | Yoshiaki Oiwa           | Noonday de Conde          | Japón (JPN)          | 38.10 | 38.10 |
| 2    | Stefano Brecciaroli     | Apollo WD Wendi Kurt Hoev | Italia (ITA)         | 38.50 | 38.50 |
| 3    | Mark Todd               | Campino                   | Nueva Zelanda (NZL)  | 39.10 | 39.10 |
| 4    | Ingrid Klimke           | Butts Abraxxas            | Alemania (GER)       | 39.30 | 39.30 |
| 4    | Sara Algotsson Ostholt  | Wega                      | Suecia (SWE)         | 39.30 | 39.30 |
| 6    | Dirk Schrade            | King Artus                | Alemania (GER)       | 39.80 | 39.80 |
| 7    | Lucinda Fredericks      | Flying Finish             | Australia (AUS)      | 40.00 | 40.00 |
| 7    | Sandra Auffarth         | Opgun Louvo               | Alemania (GER)       | 40.00 | 40.00 |
| 7    | Karin Donckers          | Gazelle de la Brasserie   | Bélgica (BEL)        | 40.00 | 40.00 |
| 10   | Clayton Fredericks      | Bendigo                   | Australia (AUS)      | 40.40 | 40.40 |
| 11   | Michael Jung            | Sam                       | Alemania (GER)       | 40.60 | 40.60 |
| 12   | Mary King               | Imperial Cavalier         | Reino Unido (GBR)    | 40.90 | 40.90 |
| 13   | Andrew Hoy              | Rutherglen                | Australia (AUS)      | 41.70 | 41.70 |
| 14   | Kristina Cook           | Miners Frolic             | Reino Unido (GBR)    | 42.00 | 42.00 |
| 15   | Kenki Sato              | Chippieh                  | Japón (JPN)          | 42.20 | 42.20 |
| 16   | Ludvig Svennerstål      | Shamwari                  | Suecia (SWE)         | 43.70 | 43.70 |
| 17   | Jonathan Paget          | Clifton Promise           | Nueva Zelanda (NZL)  | 44.10 | 44.10 |
| 17   | William Fox-Pitt        | Lionheart                 | Reino Unido (GBR)    | 44.10 | 44.10 |
| 19   | Phillip Dutton          | Mystery Whisper           | Estados Unidos (USA) | 44.30 | 44.30 |
| 20   | Donatien Schauly        | Ocarina du Chanois        | Francia (FRA)        | 44.40 | 44.40 |
| 21   | Andrew Nicholson        | Nereo                     | Nueva Zelanda (NZL)  | 45.00 | 45.00 |
| 22   | Niklas Lindbäck         | Mister Pooh               | Suecia (SWE)         | 45.20 | 45.20 |
| 23   | Sam Griffiths           | Happy Times               | Australia (AUS)      | 45.40 | 45.40 |
| 24   | Christopher Burton      | HP Leilani                | Australia (AUS)      | 46.10 | 46.10 |
| 24   | Zara Phillips           | High Kingdom              | Reino Unido (GBR)    | 46.10 | 46.10 |
| 26   | William Coleman         | Twizzel                   | Estados Unidos (USA) | 46.30 | 46.30 |
| 27   | Camilla Speirs          | Portersize Just A Jiff    | Irlanda (IRL)        | 47.60 | 47.60 |
| 27   | Nicolas Touzaint        | Hildago de L'Ile          | Francia (FRA)        | 47.60 | 47.60 |
| 29   | Karen O'Connor          | Mr Medicott               | Estados Unidos (USA) | 48.20 | 48.20 |
| 30   | Virginie Caulier        | Nepal du Sudre            | Bélgica (BEL)        | 48.30 | 48.30 |
| 31   | Hawley Bennett-Awad     | Gin & Juice               | Canadá (CAN)         | 48.70 | 48.70 |
| 32   | Aoife Clark             | Master Crusoe             | Irlanda (IRL)        | 48.90 | 48.90 |
| 33   | Atsushi Negishi         | Pretty Darling            | Japón (JPN)          | 50.40 | 50.40 |
| 34   | Andrew Heffernan        | Millthyne Corolla         | Países Bajos (NED)   | 50.60 | 50.60 |
| 34   | Rebecca Howard          | Riddle Master             | Canadá (CAN)         | 50.60 | 50.60 |
| 36   | Boyd Martin             | Otis Barbotiere           | Estados Unidos (USA) | 50.70 | 50.70 |
| 36   | Marc Rigouts            | Dunkas                    | Bélgica (BEL)        | 50.70 | 50.70 |
| 38   | Lionel Guyon            | Nemetis de Lalou          | Francia (FRA)        | 50.90 | 50.90 |
| 39   | Nicola Wilson           | Opposition Buzz           | Reino Unido (GBR)    | 51.70 | 51.70 |
| 39   | Tim Lips                | Oncarlos                  | Países Bajos (NED)   | 51.70 | 51.70 |
| 41   | Joris van Springel      | Lully des Aulnes          | Bélgica (BEL)        | 51.90 | 51.90 |
| 42   | Tiana Courdray          | Ringwood Magister         | Estados Unidos (USA) | 52.00 | 52.00 |
| 43   | Caroline Powell         | Lenamore                  | Nueva Zelanda (NZL)  | 52.20 | 52.20 |
| 43   | Elaine Pen              | Vira                      | Países Bajos (NED)   | 52.20 | 52.20 |
| 45   | Carl Bouckaert          | Cyrano Z                  | Bélgica (BEL)        | 53.00 | 53.00 |
| 46   | Ronald Zabala-Goetschel | Master Rose               | Ecuador (ECU)        | 53.30 | 53.30 |
| 47   | Vittoria Panizzoni      | Borough Pennyz            | Italia (ITA)         | 53.50 | 53.50 |
| 48   | Nina Ligon              | Butts Leon                | Tailandia (THA)      | 53.90 | 53.90 |
| 48   | Ruy Fonseca             | Tom Bombadill Too         | Brasil (BRA)         | 53.90 | 53.90 |
| 50   | Jessica Phoenix         | Exponential               | Canadá (CAN)         | 54.80 | 54.80 |
| 50   | Pawel Spisak            | Wag                       | Polonia (POL)        | 54.80 | 54.80 |
| 52   | Toshiyuki Tanaka        | Marquis de Plescop        | Japón (JPN)          | 55.00 | 55.00 |
| 53   | Joseph Murphy           | Electric Cruise           | Irlanda (IRL)        | 55.60 | 55.60 |
| 54   | Aurelien Kahn           | Cádiz                     | Francia (FRA)        | 55.90 | 55.90 |
| 55   | Jonelle Richards        | Flintstar                 | Nueva Zelanda (NZL)  | 56.70 | 56.70 |
| 56   | Michelle Mueller        | Amistad                   | Canadá (CAN)         | 57.00 | 57.00 |
| 57   | Marcelo Tosi            | Eleda All Black           | Brasil (BRA)         | 58.00 | 58.00 |
| 58   | Peter Thomsen           | Barny                     | Alemania (GER)       | 58.50 | 58.50 |
| 58   | Takayuki Yumira         | Latina                    | Japón (JPN)          | 58.50 | 58.50 |
| 58   | Marcio Carvalho         | Josephine                 | Brasil (BRA)         | 58.50 | 58.50 |
| 61   | Mark Kyle               | Coolio                    | Irlanda (IRL)        | 58.70 | 58.70 |
| 62   | Linda Algotsson         | La Fair                   | Suecia (SWE)         | 59.80 | 59.80 |
| 62   | Mikhail Nastenko        | Coolroy Piter             | Rusia (RUS)          | 59.80 | 59.80 |
| 64   | Michael Ryan            | Ballylynch Adventure      | Irlanda (IRL)        | 60.20 | 60.20 |
| 65   | Malin Petersen          | Sofarsogood               | Suecia (SWE)         | 60.40 | 60.40 |
| 66   | Denis Mesples           | Oregon de la Vigne        | Francia (FRA)        | 61.50 | 61.50 |
| 67   | Peter Barry             | Kilrodan Abbott           | Canadá (CAN)         | 61.70 | 61.70 |
| 68   | Aliaksandr Faminou      | Pasians                   | Bielorrusia (BLR)    | 63.70 | 63.70 |
| 69   | Samantha Albert         | Carraig Dubh              | Jamaica (JAM)        | 67.20 | 67.20 |
| 70   | Alena Tseliapushkina    | Passat                    | Bielorrusia (BLR)    | 69.10 | 69.10 |
| 71   | Harald Ambros           | O-Feltiz                  | Austria (AUT)        | 69.50 | 69.50 |
| 72   | Alexander Peternell     | Asih                      | Sudáfrica (RSA)      | 70.40 | 70.40 |
| 73   | Serguei Fofanoff        | Barbara                   | Brasil (BRA)         | 72.00 | 72.00 |
| 74   | Andrei Korshunov        | Fabiy                     | Rusia (RUS)          | 80.20 | 80.20 |

### Puestos después de Cross-country
| Rank | Jinete                  | Caballo                   | Nación               | Doma  | Cross-country | Total  |
| ---- | ----------------------- | ------------------------- | -------------------- | ----- | ------------- | ------ |
| 1    | Ingrid Klimke           | Butts Abraxxas            | Alemania (GER)       | 39.30 | 0.00          | 39.30  |
| 1    | Sara Algotsson Ostholt  | Wega                      | Suecia (SWE)         | 39.30 | 0.00          | 39.30  |
| 3    | Mark Todd               | Campino                   | Nueva Zelanda (NZL)  | 39.10 | 0.40          | 39.50  |
| 4    | Michael Jung            | Sam                       | Alemania (GER)       | 40.60 | 0.00          | 40.60  |
| 5    | Kristina Cook           | Miners Frolic             | Reino Unido (GBR)    | 42.00 | 0.00          | 42.00  |
| 6    | Mary King               | Imperial Cavalier         | Reino Unido (GBR)    | 40.90 | 1.20          | 42.10  |
| 7    | Ludvig Svennerstål      | Shamwari                  | Suecia (SWE)         | 43.70 | 0.40          | 44.10  |
| 8    | Sandra Auffarth         | Opgun Louvo               | Alemania (GER)       | 40.00 | 4.80          | 44.80  |
| 9    | Andrew Nicholson        | Nereo                     | Nueva Zelanda (NZL)  | 45.00 | 0.00          | 45.00  |
| 10   | Christopher Burton      | HP Leilani                | Australia (AUS)      | 46.10 | 0.00          | 46.10  |
| 10   | Zara Phillips           | High Kingdom              | Reino Unido (GBR)    | 46.10 | 0.00          | 46.10  |
| 12   | Phillip Dutton          | Mystery Whisper           | Estados Unidos (USA) | 44.30 | 2.80          | 47.10  |
| 13   | Niklas Lindbäck         | Mister Pooh               | Suecia (SWE)         | 45.20 | 2.80          | 48.00  |
| 14   | Jonathan Paget          | Clifton Promise           | Nueva Zelanda (NZL)  | 44.10 | 4.80          | 48.90  |
| 15   | Andrew Hoy              | Rutherglen                | Australia (AUS)      | 41.70 | 7.60          | 49.30  |
| 16   | Stefano Brecciaroli     | Apollo WD Wendi Kurt Hoev | Italia (ITA)         | 38.50 | 11.60         | 50.10  |
| 17   | Dirk Schrade            | King Artus                | Alemania (GER)       | 39.80 | 10.80         | 50.60  |
| 18   | Donatien Schauly        | Ocarina du Chanois        | Francia (FRA)        | 44.40 | 7.20          | 51.60  |
| 18   | Karin Donckers          | Gazelle de la Brasserie   | Bélgica (BEL)        | 40.00 | 11.60         | 51.60  |
| 20   | Nicola Wilson           | Opposition Buzz           | Reino Unido (GBR)    | 51.70 | 0.00          | 51.70  |
| 21   | Aoife Clark             | Master Crusoe             | Irlanda (IRL)        | 48.90 | 3.60          | 52.50  |
| 22   | William Fox-Pitt        | Lionheart                 | Reino Unido (GBR)    | 44.10 | 9.20          | 53.30  |
| 23   | Vittoria Panizzoni      | Borough Pennyz            | Italia (ITA)         | 53.50 | 0.00          | 53.50  |
| 24   | Karen O'Connor          | Mr Medicott               | Estados Unidos (USA) | 48.20 | 5.60          | 53.80  |
| 24   | Caroline Powell         | Lenamore                  | Nueva Zelanda (NZL)  | 52.20 | 1.60          | 53.80  |
| 26   | Boyd Martin             | Otis Barbotiere           | Estados Unidos (USA) | 50.70 | 3.60          | 54.30  |
| 27   | Nicolas Touzaint        | Hildago de L'Ile          | Francia (FRA)        | 47.60 | 7.60          | 55.20  |
| 28   | Jessica Phoenix         | Exponential               | Canadá (CAN)         | 54.80 | 2.40          | 57.20  |
| 29   | Joseph Murphy           | Electric Cruise           | Irlanda (IRL)        | 55.60 | 4.80          | 60.40  |
| 30   | Malin Petersen          | Sofarsogood               | Suecia (SWE)         | 60.40 | 0.80          | 61.20  |
| 31   | Jonelle Richards        | Flintstar                 | Nueva Zelanda (NZL)  | 56.70 | 6.00          | 62.70  |
| 32   | Andrew Heffernan        | Millthyne Corolla         | Países Bajos (NED)   | 50.60 | 12.40         | 63.00  |
| 33   | Peter Thomsen           | Barny                     | Alemania (GER)       | 58.50 | 5.20          | 63.70  |
| 34   | Joris van Springel      | Lully des Aulnes          | Bélgica (BEL)        | 51.90 | 12.80         | 64.70  |
| 35   | Mark Kyle               | Coolio                    | Irlanda (IRL)        | 58.70 | 7.20          | 65.90  |
| 36   | Virginie Caulier        | Nepal du Sudre            | Bélgica (BEL)        | 48.30 | 21.20         | 69.50  |
| 37   | Nina Ligon              | Butts Leon                | Tailandia (THA)      | 53.90 | 16.00         | 69.90  |
| 38   | Lionel Guyon            | Nemetis de Lalou          | Francia (FRA)        | 50.90 | 20.00         | 70.90  |
| 39   | Tim Lips                | Oncarlos                  | Países Bajos (NED)   | 51.70 | 22.00         | 73.70  |
| 40   | Atsushi Negishi         | Pretty Darling            | Japón (JPN)          | 50.40 | 25.60         | 76.00  |
| 41   | Pawel Spisak            | Wag                       | Polonia (POL)        | 54.80 | 22.40         | 77.20  |
| 42   | Tiana Courdray          | Ringwood Magister         | Estados Unidos (USA) | 52.00 | 25.60         | 77.60  |
| 43   | Lucinda Fredericks      | Flying Finish             | Australia (AUS)      | 40.00 | 38.00         | 78.00  |
| 44   | Linda Algotsson         | La Fair                   | Suecia (SWE)         | 59.80 | 20.00         | 79.80  |
| 45   | Ruy Fonseca             | Tom Bombadill Too         | Brasil (BRA)         | 53.90 | 26.40         | 80.30  |
| 46   | William Coleman         | Twizzel                   | Estados Unidos (USA) | 46.30 | 36.40         | 82.70  |
| 47   | Marcelo Tosi            | Eleda All Black           | Brasil (BRA)         | 58.00 | 29.60         | 87.60  |
| 48   | Ronald Zabala-Goetschel | Master Rose               | Ecuador (ECU)        | 53.30 | 36.00         | 89.30  |
| 49   | Aurelien Kahn           | Cádiz                     | Francia (FRA)        | 55.90 | 39.60         | 95.50  |
| 50   | Marcio Carvalho         | Josephine                 | Brasil (BRA)         | 58.50 | 42.80         | 101.30 |
| 51   | Denis Mesples           | Oregon de la Vigne        | Francia (FRA)        | 61.50 | 46.00         | 107.50 |
| 51   | Marc Rigouts            | Dunkas                    | Bélgica (BEL)        | 50.70 | 56.80         | 107.50 |
| 53   | Mikhail Nastenko        | Coolroy Piter             | Rusia (RUS)          | 59.80 | 52.00         | 111.80 |
| 54   | Andrei Korshunov        | Fabiy                     | Rusia (RUS)          | 80.20 | 32.80         | 113.00 |
| 55   | Toshiyuki Tanaka        | Marquis de Plescop        | Japón (JPN)          | 55.00 | 60.00         | 115.00 |
| 56   | Alexander Peternell     | Asih                      | Sudáfrica (RSA)      | 70.40 | 46.00         | 116.40 |
| 57   | Aliaksandr Faminou      | Pasians                   | Bielorrusia (BLR)    | 63.70 | 52.80         | 116.50 |
| 58   | Michelle Mueller        | Amistad                   | Canadá (CAN)         | 57.00 | 63.20         | 120.20 |
| 59   | Samantha Albert         | Carraig Dubh              | Jamaica (JAM)        | 67.20 | 54.00         | 121.20 |
| -    | Yoshiaki Oiwa           | Noonday de Conde          | Japón (JPN)          | 38.10 | Eliminado     |        |
| -    | Clayton Fredericks      | Bendigo                   | Australia (AUS)      | 40.40 | Eliminado     |        |
| -    | Kenki Sato              | Chippieh                  | Japón (JPN)          | 42.20 | Eliminado     |        |
| -    | Sam Griffiths           | Happy Times               | Australia (AUS)      | 45.40 | Eliminado     |        |
| -    | Camilla Speirs          | Portersize Just A Jiff    | Irlanda (IRL)        | 47.60 | Eliminado     |        |
| -    | Hawley Bennett-Awad     | Gin & Juice               | Canadá (CAN)         | 48.70 | Eliminado     |        |
| -    | Rebecca Howard          | Riddle Master             | Canadá (CAN)         | 50.60 | Eliminado     |        |
| -    | Elaine Pen              | Vira                      | Países Bajos (NED)   | 52.20 | Eliminado     |        |
| -    | Carl Bouckaert          | Cyrano Z                  | Bélgica (BEL)        | 53.00 | Eliminado     |        |
| -    | Takayuki Yumira         | Latina                    | Japón (JPN)          | 58.50 | Eliminado     |        |
| -    | Michael Ryan            | Ballylynch Adventure      | Irlanda (IRL)        | 60.20 | Eliminado     |        |
| -    | Peter Barry             | Kilrodan Abbott           | Canadá (CAN)         | 61.70 | Eliminado     |        |
| -    | Alena Tseliapushkina    | Passat                    | Bielorrusia (BLR)    | 69.10 | Eliminado     |        |
| -    | Harald Ambros           | O-Feltiz                  | Austria (AUT)        | 69.50 | Eliminado     |        |
| -    | Serguei Fofanoff        | Barbara                   | Brasil (BRA)         | 72.00 | Eliminado     |        |

### Puestos después del Salto (Ronda 1)
El top 25 califica para la final con un máximo de 3 jinetes por país (NOC).
| Rank | Jinete                  | Caballo                   | Nación               | Doma  | Cross-country | Salto 1   | Total  |
| ---- | ----------------------- | ------------------------- | -------------------- | ----- | ------------- | --------- | ------ |
| 1    | Sara Algotsson Ostholt  | Wega                      | Suecia (SWE)         | 39.30 | 0.00          | 0.00      | 39.30  |
| 2    | Michael Jung            | Sam                       | Alemania (GER)       | 40.60 | 0.00          | 0.00      | 40.60  |
| 3    | Mary King               | Imperial Cavalier         | Reino Unido (GBR)    | 40.90 | 1.20          | 0.00      | 42.10  |
| 4    | Kristina Cook           | Miners Frolic             | Reino Unido (GBR)    | 42.00 | 0.00          | 1.00      | 43.00  |
| 5    | Sandra Auffarth         | Opgun Louvo               | Alemania (GER)       | 40.00 | 4.80          | 0.00      | 44.80  |
| 6    | Andrew Nicholson        | Nereo                     | Nueva Zelanda (NZL)  | 45.00 | 0.00          | 0.00      | 45.00  |
| 7    | Mark Todd               | Campino                   | Nueva Zelanda (NZL)  | 39.10 | 0.40          | 7.00      | 46.50  |
| 8    | Ingrid Klimke           | Butts Abraxxas            | Alemania (GER)       | 39.30 | 0.00          | 9.00      | 48.30  |
| 9    | Christopher Burton      | HP Leilani                | Australia (AUS)      | 46.10 | 0.00          | 4.00      | 50.10  |
| 10   | Dirk Schrade            | King Artus                | Alemania (GER)       | 39.80 | 10.80         | 0.00      | 50.60  |
| 11   | Ludvig Svennerstål      | Shamwari                  | Suecia (SWE)         | 43.70 | 0.40          | 8.00      | 52.10  |
| 12   | Aoife Clark             | Master Crusoe             | Irlanda (IRL)        | 48.90 | 3.60          | 0.00      | 52.50  |
| 13   | Jonathan Paget          | Clifton Promise           | Nueva Zelanda (NZL)  | 44.10 | 4.80          | 4.00      | 52.90  |
| 14   | Zara Phillips           | High Kingdom              | Reino Unido (GBR)    | 46.10 | 0.00          | 7.00      | 53.10  |
| 15   | William Fox-Pitt        | Lionheart                 | Reino Unido (GBR)    | 44.10 | 9.20          | 0.00      | 53.30  |
| 16   | Karen O'Connor          | Mr Medicott               | Estados Unidos (USA) | 48.20 | 5.60          | 0.00      | 53.80  |
| 17   | Vittoria Panizzoni      | Borough Pennyz            | Italia (ITA)         | 53.50 | 0.00          | 1.00      | 53.50  |
| 18   | Karin Donckers          | Gazelle de la Brasserie   | Bélgica (BEL)        | 40.00 | 11.60         | 4.00      | 55.60  |
| 19   | Nicola Wilson           | Opposition Buzz           | Reino Unido (GBR)    | 51.70 | 0.00          | 4.00      | 55.70  |
| 20   | Niklas Lindbäck         | Mister Pooh               | Suecia (SWE)         | 45.20 | 2.80          | 9.00      | 57.00  |
| 21   | Nicolas Touzaint        | Hildago de L'Ile          | Francia (FRA)        | 47.60 | 7.60          | 2.00      | 57.20  |
| 22   | Andrew Hoy              | Rutherglen                | Australia (AUS)      | 41.70 | 7.60          | 8.00      | 57.30  |
| 23   | Caroline Powell         | Lenamore                  | Nueva Zelanda (NZL)  | 52.20 | 1.60          | 4.00      | 57.80  |
| 24   | Joseph Murphy           | Electric Cruise           | Irlanda (IRL)        | 55.60 | 4.80          | 0.00      | 60.40  |
| 25   | Stefano Brecciaroli     | Apollo WD Wendi Kurt Hoev | Italia (ITA)         | 38.50 | 11.60         | 11.00     | 61.10  |
| 26   | Malin Petersen          | Sofarsogood               | Suecia (SWE)         | 60.40 | 0.80          | 6.00      | 67.20  |
| 27   | Phillip Dutton          | Mystery Whisper           | Estados Unidos (USA) | 44.30 | 2.80          | 23.00     | 70.10  |
| 28   | Lionel Guyon            | Nemetis de Lalou          | Francia (FRA)        | 50.90 | 20.00         | 0.00      | 70.90  |
| 29   | Jessica Phoenix         | Exponential               | Canadá (CAN)         | 54.80 | 2.40          | 14.00     | 71.20  |
| 30   | Peter Thomsen           | Barny                     | Alemania (GER)       | 58.50 | 5.20          | 8.00      | 71.70  |
| 30   | Jonelle Richards        | Flintstar                 | Nueva Zelanda (NZL)  | 56.70 | 6.00          | 9.00      | 71.70  |
| 32   | Mark Kyle               | Coolio                    | Irlanda (IRL)        | 58.70 | 7.20          | 6.00      | 71.90  |
| 33   | Andrew Heffernan        | Millthyne Corolla         | Países Bajos (NED)   | 50.60 | 12.40         | 12.00     | 75.00  |
| 34   | Virginie Caulier        | Nepal du Sudre            | Bélgica (BEL)        | 48.30 | 21.20         | 9.00      | 78.50  |
| 35   | Lucinda Fredericks      | Flying Finish             | Australia (AUS)      | 40.00 | 38.00         | 1.00      | 79.00  |
| 36   | Linda Algotsson         | La Fair                   | Suecia (SWE)         | 59.80 | 20.00         | 0.00      | 79.80  |
| 37   | William Coleman         | Twizzel                   | Estados Unidos (USA) | 46.30 | 36.40         | 2.00      | 84.70  |
| 38   | Tim Lips                | Oncarlos                  | Países Bajos (NED)   | 51.70 | 22.00         | 13.00     | 86.70  |
| 39   | Atsushi Negishi         | Pretty Darling            | Japón (JPN)          | 50.40 | 25.60         | 12.00     | 88.00  |
| 40   | Tiana Courdray          | Ringwood Magister         | Estados Unidos (USA) | 52.00 | 25.60         | 11.00     | 88.60  |
| 41   | Nina Ligon              | Butts Leon                | Tailandia (THA)      | 53.90 | 16.00         | 22.00     | 91.90  |
| 42   | Ruy Fonseca             | Tom Bombadill Too         | Brasil (BRA)         | 53.90 | 26.40         | 12.00     | 92.30  |
| 43   | Ronald Zabala-Goetschel | Master Rose               | Ecuador (ECU)        | 53.30 | 36.00         | 7.00      | 96.30  |
| 44   | Marcelo Tosi            | Eleda All Black           | Brasil (BRA)         | 58.00 | 29.60         | 10.00     | 97.60  |
| 45   | Aurelien Kahn           | Cádiz                     | Francia (FRA)        | 55.90 | 39.60         | 7.00      | 102.50 |
| 46   | Marcio Carvalho         | Josephine                 | Brasil (BRA)         | 58.50 | 42.80         | 4.00      | 105.30 |
| 47   | Mikhail Nastenko        | Coolroy Piter             | Rusia (RUS)          | 59.80 | 52.00         | 2.00      | 113.80 |
| 48   | Toshiyuki Tanaka        | Marquis de Plescop        | Japón (JPN)          | 55.00 | 60.00         | 4.00      | 119.00 |
| 49   | Alexander Peternell     | Asih                      | Sudáfrica (RSA)      | 70.40 | 46.00         | 7.00      | 123.40 |
| 50   | Denis Mesples           | Oregon de la Vigne        | Francia (FRA)        | 61.50 | 46.00         | 19.00     | 126.50 |
| 51   | Samantha Albert         | Carraig Dubh              | Jamaica (JAM)        | 67.20 | 54.00         | 21.00     | 142.20 |
| 52   | Aliaksandr Faminou      | Pasians                   | Bielorrusia (BLR)    | 63.70 | 52.80         | 34.00     | 150.50 |
| 53   | Andrei Korshunov        | Fabiy                     | Rusia (RUS)          | 80.20 | 32.80         | 52.00     | 165.00 |
| -    | Donatien Schauly        | Ocarina du Chanois        | Francia (FRA)        | 44.40 | 7.20          | Se retiró |        |
| -    | Boyd Martin             | Otis Barbotiere           | Estados Unidos (USA) | 50.70 | 3.60          | Se retiró |        |
| -    | Joris van Springel      | Lully des Aulnes          | Bélgica (BEL)        | 51.90 | 12.80         | Se retiró |        |
| -    | Pawel Spisak            | Wag                       | Polonia (POL)        | 54.80 | 22.40         | Se retiró |        |
| -    | Marc Rigouts            | Dunkas                    | Bélgica (BEL)        | 50.70 | 56.80         | Se retiró |        |
| -    | Michelle Mueller        | Amistad                   | Canadá (CAN)         | 57.00 | 63.20         | Se retiró |        |

### Resultados finales después de Salto (Ronda 2)
| Rank              | Jinete                 | Caballo                   | Nación               | Doma  | Cross-country | Salto | Total (después del Salto 1) | Salto final | Total |
| ----------------- | ---------------------- | ------------------------- | -------------------- | ----- | ------------- | ----- | --------------------------- | ----------- | ----- |
| Medalla de oro    | Michael Jung           | Sam                       | Alemania (GER)       | 40.60 | 0.00          | 0.00  | 40.60                       | 0.00        | 40.60 |
| Medalla de plata  | Sara Algotsson Ostholt | Wega                      | Suecia (SWE)         | 39.30 | 0.00          | 0.00  | 39.30                       | 4.00        | 43.30 |
| Medalla de bronce | Sandra Auffarth        | Opgun Louvo               | Alemania (GER)       | 40.00 | 4.80          | 0.00  | 44.80                       | 0.00        | 44.80 |
| 4                 | Andrew Nicholson       | Nereo                     | Nueva Zelanda (NZL)  | 45.00 | 0.00          | 0.00  | 45.00                       | 4.00        | 49.00 |
| 5                 | Mary King              | Imperial Cavalier         | Reino Unido (GBR)    | 40.90 | 1.20          | 0.00  | 42.10                       | 8.00        | 50.10 |
| 6                 | Kristina Cook          | Miners Frolic             | Reino Unido (GBR)    | 42.00 | 0.00          | 1.00  | 43.00                       | 8.00        | 51.00 |
| 7                 | Aoife Clark            | Master Crusoe             | Irlanda (IRL)        | 48.90 | 3.60          | 0.00  | 52.50                       | 0.00        | 52.50 |
| 8                 | Zara Phillips          | High Kingdom              | Reino Unido (GBR)    | 46.10 | 0.00          | 7.00  | 53.10                       | 0.00        | 53.10 |
| 9                 | Karen O'Connor         | Mr Medicott               | Estados Unidos (USA) | 48.20 | 5.60          | 5.60  | 53.80                       | 0.00        | 53.80 |
| 10                | Jonathan Paget         | Clifton Promise           | Nueva Zelanda (NZL)  | 44.10 | 4.80          | 8.80  | 52.90                       | 1.00        | 53.90 |
| 11                | Vittoria Panizzoni     | Borough Pennyz            | Italia (ITA)         | 53.50 | 0.00          | 1.00  | 54.50                       | 0.00        | 54.50 |
| 12                | Mark Todd              | Campino                   | Nueva Zelanda (NZL)  | 39.10 | 0.40          | 7.00  | 46.50                       | 8.00        | 54.50 |
| 13                | Andrew Hoy             | Rutherglen                | Australia (AUS)      | 41.70 | 7.60          | 8.00  | 57.30                       | 0.00        | 57.30 |
| 14                | Joseph Murphy          | Electric Cruise           | Irlanda (IRL)        | 55.60 | 4.80          | 0.00  | 60.40                       | 0.00        | 60.40 |
| 15                | Karin Donckers         | Gazelle de la Brasserie   | Bélgica (BEL)        | 40.00 | 11.60         | 4.00  | 55.60                       | 6.00        | 61.60 |
| 16                | Christopher Burton     | HP Leilani                | Australia (AUS)      | 46.10 | 0.00          | 4.00  | 50.10                       | 12.00       | 62.10 |
| 17                | Nicolas Touzaint       | Hildago de L'Ile          | Francia (FRA)        | 47.60 | 7.60          | 5.00  | 57.20                       | 7.00        | 64.20 |
| 18                | Niklas Lindbäck        | Mister Pooh               | Suecia (SWE)         | 45.20 | 2.80          | 9.00  | 57.00                       | 11.00       | 68.00 |
| 19                | Stefano Brecciaroli    | Apollo WD Wendi Kurt Hoev | Italia (ITA)         | 38.50 | 11.60         | 11.00 | 61.10                       | 8.00        | 69.10 |
| 20                | Ludvig Svennerstål     | Shamwari                  | Suecia (SWE)         | 43.70 | 0.40          | 8.00  | 52.10                       | 20.00       | 72.10 |
| 21                | Mark Kyle              | Coolio                    | Irlanda (IRL)        | 58.70 | 7.20          | 6.00  | 71.90                       | 4.00        | 75.90 |
| 22                | Jessica Phoenix        | Exponential               | Canadá (CAN)         | 54.80 | 2.40          | 14.00 | 71.20                       | 8.00        | 79.20 |
| 23                | Phillip Dutton         | Mystery Whisper           | Estados Unidos (USA) | 44.30 | 2.80          | 23.00 | 70.10                       | 11.00       | 81.10 |
| 24                | Lionel Guyon           | Nemetis de Lalou          | Francia (FRA)        | 50.90 | 20.00         | 0.00  | 70.90                       | 21.00       | 91.90 |
| -                 | Ingrid Klimke          | Butts Abraxxas            | Francia (FRA)        | 39.30 | 0.00          | 9.00  | 48.30                       | Se retiró   |       |

- Nota: Los cuatro pares que no avanzaron a la ronda final, porque tres pares de su nación habían clasificado, fueron Dirk Schrade, William Fox-Pitt, Nicola Wilson y Caroline Powell.